# Meoneura hennigi
Meoneura hennigi är en tvåvingeart som beskrevs av František Gregor Jr 1971. Meoneura hennigi ingår i släktet Meoneura och familjen kadaverflugor.
Artens utbredningsområde är Pakistan. Inga underarter finns listade i Catalogue of Life.